# Storia ambientale
La storia ambientale è la disciplina che studia l'influenza reciproca tra società umana e natura nel corso del tempo. Il campo di ricerca si è molto sviluppato dalla seconda metà del XX secolo, parallelamente al crescere della sensibilità ambientale. In Italia essa affonda le sue radici nella storia agraria. La disciplina è molto eterogenea, in quanto a oggetti di ricerca ed interpretazioni storiche: esistono due scuole di pensiero principali, ispirate rispettivamente ad una interpretazione materialistica e ad una culturale. A livello internazionale, la ricerca storica è in forte espansione. Il rapido progresso della ricerca paleo-scientifica produce una crescente mole di dati ed analisi sui cambiamenti ambientali passati e apre nuove prospettive sulla storia umana. Gli storici ambientali integrano analisi multi-disciplinari che abbracciano lunghi periodi e scale diverse, dal locale al globale. Il cambiamento climatico globale ha anch'esso stimolato un grande interesse a comprendere la relazione tra storia naturale e storia umana e ha messo in discussione la prospettiva tradizionale che le vede separate.

Terrazzamenti agricoli del sito Inca di Pisac, Perù. L'impero Inca (secoli XIII-XVI) sviluppò una sofisticata economia agraria con sistemi produttivi adattati a una grande diversità di condizioni ambientali della regione Andina.

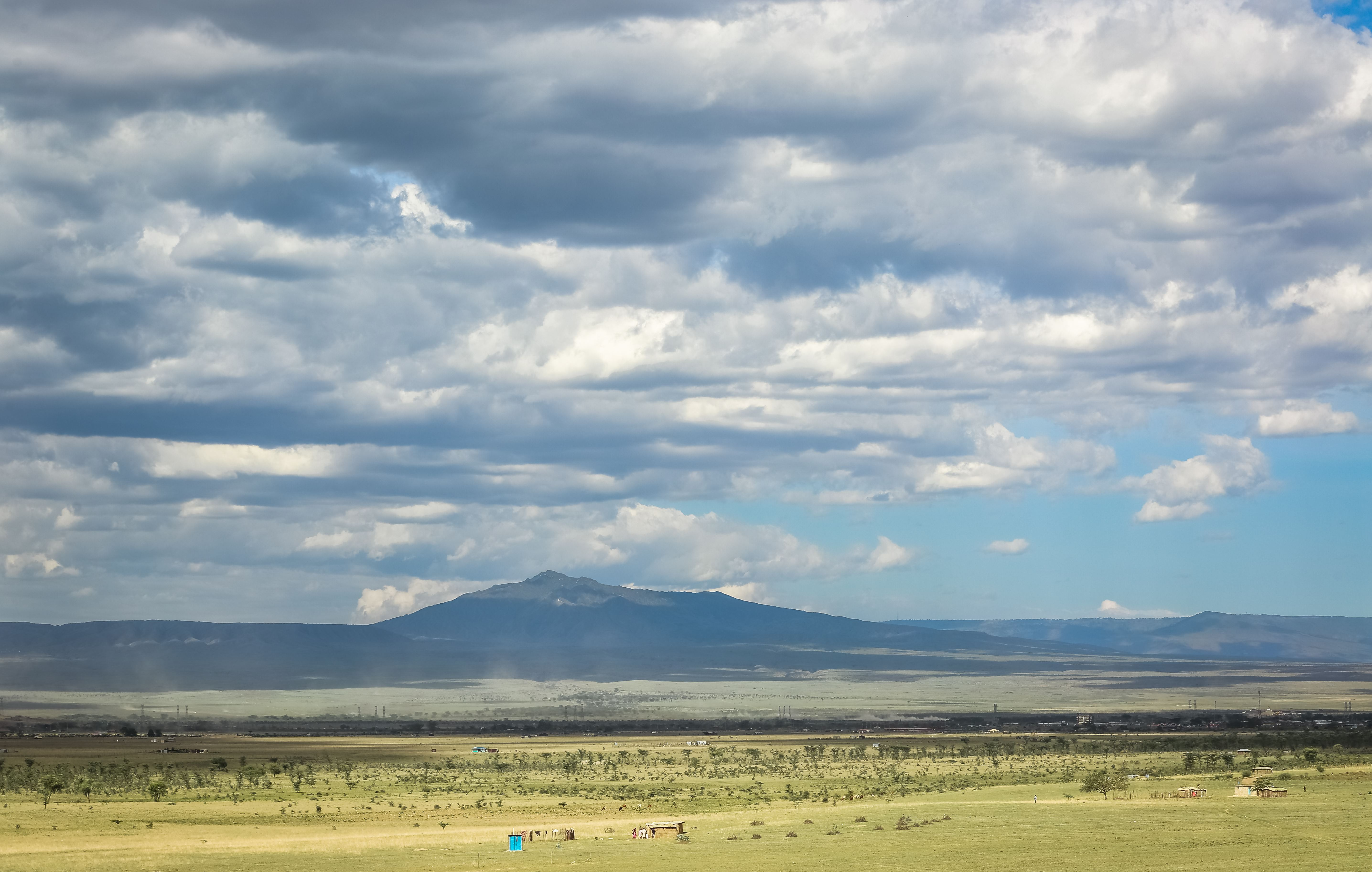
Rift Valley in Kenya. Molti paleontologi sostengono che, a partire da 15 milioni di anni fa, cambiamenti climatici causarono l'espansione della savana dell'Africa orientale e che questo cambiamento di habitat ebbe una profonda influenza sull'evoluzione dei primi ominidi.

## Definizione
La storia ambientale studia l’influenza reciproca tra umanità e natura nel corso del tempo. La specie umana fa parte della natura e attraverso la sua storia ha causato molteplici cambiamenti delle risorse e dei processi ambientali. Di converso, i cambiamenti ambientali, indotti o meno dall'uomo, hanno influenzato le società e la storia umane. La lunga storia umana è dunque intrecciata con cambiamenti ambientali, di velocità, portata e conseguenze molto variabili.
La storia ambientale si è affermata come disciplina accademica quando si sono allargati gli orizzonti della storiografia tradizionale: essa vedeva il motore della storia nelle vicende politiche e nelle idee ed azioni dei grandi uomini. Questa interpretazione è stata gradualmente superata da una maggiore comprensione della molteplicità di altri fattori che influiscono sulla storia umana, a partire da quelli sociali ed economici, fino ad abbracciare anche quelli ambientali.
La ricerca in storia ambientale si è molto sviluppata a partire dalla seconda metà del secolo XX, mentre aumentava la consapevolezza di profondi cambiamenti ambientali causati dall'umanità, e insieme al diffondersi di un senso di crisi ambientale. Se i problemi ambientali contemporanei hanno sostenuto l’interesse nella storia ambientale, essa riconosce tuttavia che l’influenza reciproca fra umanità e mondo naturale precede i problemi contemporanei ed è sempre esistita.

## Sviluppo
Storici precedenti l'età contemporanea hanno occasionalmente considerato l'influenza di fattori ambientali, soprattutto geografici, sulla storia umana: tra i classici, questo è il caso di Erodoto, Tucidide, e Ibn Khaldun. La disciplina di storia ambientale è divenuta tuttavia un campo di ricerca con le sue scuole ed approcci nella seconda metà del XX secolo. In America del Nord e in Europa le sue radici vengono viste nella scuola degli Annales in Francia e nella successiva fioritura di ricerca e insegnamento negli Stati Uniti d'America.

### La scuola degli Annales in Francia
In Francia dagli anni 1950 si sviluppò una scuola di storia ambientale che divenne molto influente. Gli storici ad essa afferenti (tra i quali Fernand Braudel e Emmanuel Le Roy Ladurie) pubblicavano i loro studi nella rivista Annales: Economies, Sociétés, Civilisations, che diede il nome alla scuola. Secondo la loro interpretazione storica, le condizioni geografiche e ambientali restringono l’evoluzione delle vicende storiche entro un certo ventaglio di traiettorie possibili. Essi esplorarono l’impatto di eventi quali epidemie, estremi climatici e carestie sullo sviluppo dell’economia agraria e della società umana in generale, in particolare in epoche antiche e medioevali. Questa scuola precedette la nascita della sensibilità ambientalista contemporanea: i cambiamenti ambientali indotti dall'uomo non occupavano un rilievo particolare nel suo lavoro.

### Stati Uniti
La storia ambientale contemporanea è stata profondamente influenzata dal suo sviluppo negli Stati Uniti. Qui, la disciplina accademica affonda le sue radici negli studi di storia della frontiera, che alla fine del 1800 avevano proposto un'interpretazione della storia americana focalizzata sull'incontro tra espansione economica e sociale e la natura selvaggia (wilderness), i grandi spazi e le loro abbondanti risorse naturali. Questo filone storico è stato poi superato, lasciando in eredità l'interesse storico per le battaglie della conservazione.

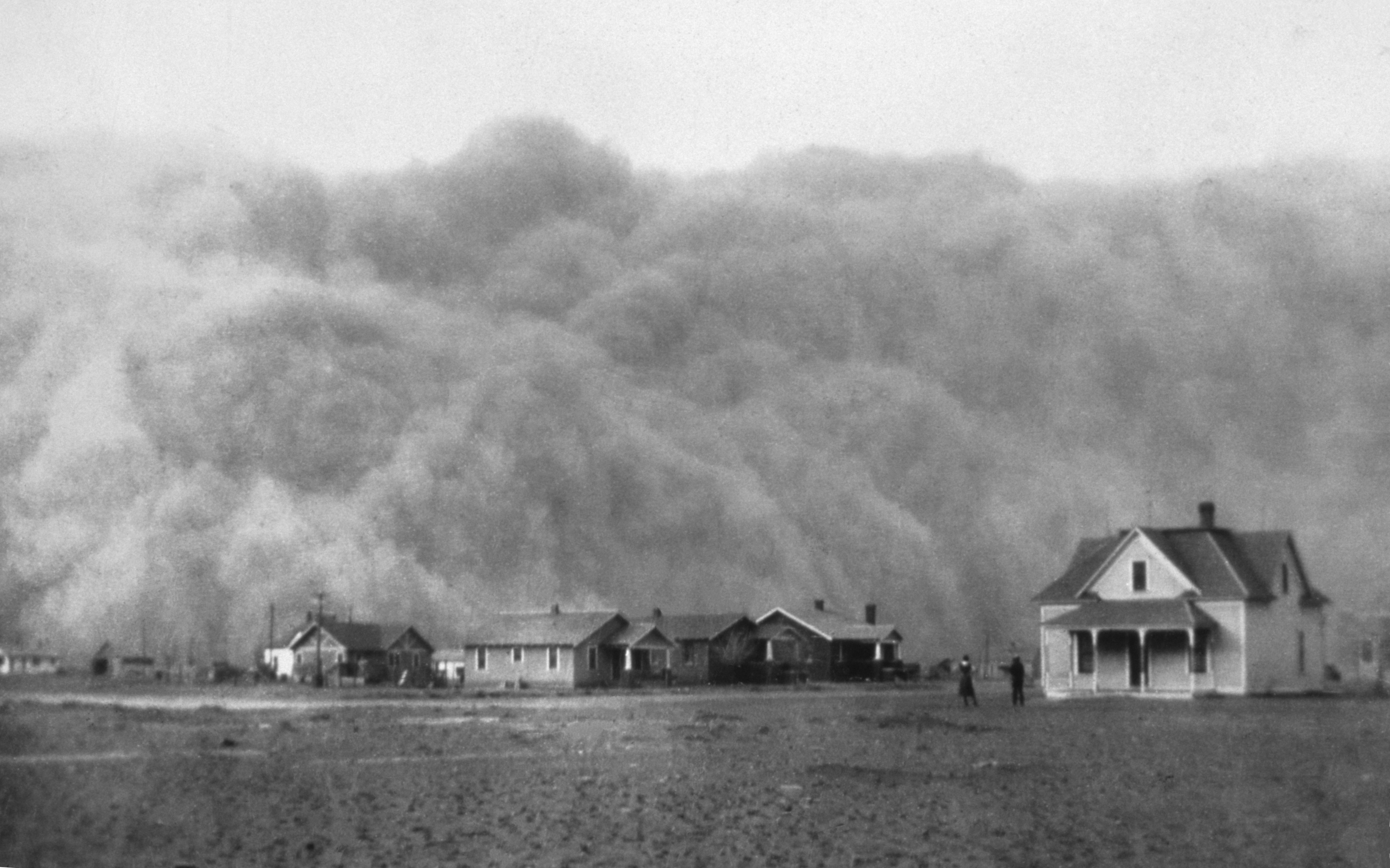
Tempesta di polvere in Texas, 1935. Negli anni 1930 le grandi pianure nordamericane furono colpite da ripetute siccità che causarono una grave degradazione del suolo e una crisi sociale ed economica di una scala mai sperimentata prima. La crisi diede grande impulso alla ricerca storica e ambientale sulla relazione tra clima e società umana.

A partire dagli anni 1970, mentre le idee ambientaliste si diffondevano nella società e nella politica, nella ricerca accademica si è sviluppato un forte interesse per la storia ambientale. Tra i lavori iniziali più influenti furono quello di storia intellettuale di Roderick Nash sull'evoluzione negli Stati Uniti del concetto di natura selvaggia (wilderness); l’opera di Alfred W.Crosby sui cambiamenti ecologici indotti dagli scambi tra Europa ed America dopo il 1492; il lavoro di Donald Worster sulle tempeste di polvere che colpirono le pianure meridionali degli Stati Uniti durante gli anni 1930; e quello di William Cronon sui cambiamenti ecologici nella Nuova Inghilterra tra il 1600 e il 1800.
Il campo di ricerca crebbe rapidamente, avvalendosi delle ricche risorse delle istituzioni accademiche americane. Nel 1976 venne costituita la American Society for Environmental History, che cominciò a pubblicare la sua rivista Environmental History. La ricerca di storia ambientale non ha sviluppato metodi particolarmente innovativi, ma ha utilizzato piuttosto quelli della storia politica, culturale, sociale ed economica. Col tempo, il centro di interesse si è spostato dalla wilderness ai temi di giustizia ambientale; partito dagli ambienti rurali, ha poi abbracciato anche gli ambienti urbani. Si studiano conflitti sociali legati all'accesso alle risorse del territorio o alle conseguenze dell'inquinamento, specialmente dal punto di vista di gruppi sociali come le minoranze etniche o le classi sociali più deboli. L'insegnamento della storia ambientale è oggi molto diffuso nelle facoltà storiche.
La ricerca americana di storia ambientale divenne ben presto molto influente a livello internazionale e ispirò la diffusione della disciplina in altri paesi. Più recentemente la sua influenza internazionale, pur rimanendo importante, ha cominciato a diminuire, perché ispirata da prospettive (come la relazione culturale con la natura selvaggia) meno rilevanti in altri contesti; per fattori linguistici (la ricerca storica si basa molto sulle fonti scritte locali); e per la crescita della disciplina stessa in altri paesi.

### Europa
A partire dagli anni 1980, la ricerca di storia ambientale si è diffusa anche nei paesi Europei. L'ambiente europeo ha una storia antichissima di estese trasformazioni indotte dall'uomo. Conseguentemente, la storiografia ambientale europea, rispetto a quella statunitense, si è sviluppata meno come disciplina distinta: si è avvalsa piuttosto del ricco patrimonio di conoscenze e metodi della storia economica e sociale, dello sviluppo urbano e tecnologico, e della storia culturale. Ha prestato molta attenzione all'impatto umano sull'ambiente, specie a causa dello sviluppo urbano, industriale e tecnologico.
Nei singoli paesi essa si è concentrata spesso su tematiche che emergono dal rispettivo contesto storico e ambientale. In alcuni di essi, lo sviluppo della disciplina si è basato su una solida tradizione precedente di storia agraria: è questo il caso della Francia, della Spagna e dell’Italia. Questa tradizione accademica ha stimolato lo studio dell’evoluzione del paesaggio rurale e delle risorse forestali e idriche. In Gran Bretagna c'è stato un precoce sviluppo di studi di storia ambientale dell'urbanizzazione e della sanità e politiche pubbliche; vi è presto sorto anche un interesse per la storia ambientale extraeuropea.
Nel 2001 è stata fondata la Società Europea di Storia Ambientale. Nonostante il suo sviluppo, la disciplina non ha raggiunto lo stesso grado di riconoscimento nel mondo accademico dei campi più tradizionali di storiografia, come è invece successo negli Stati Uniti.

### Italia
In Italia la storiografia ambientale contemporanea affonda le sue radici in una lunga tradizione di storia agraria, che si è occupata soprattutto di storia economica e sociale. L'interesse per una storia più centrata sull'ambiente è cresciuto gradualmente, anche per effetto dell'influenza della scuola francese degli Annales. Uno dei fattori del relativo ritardo della storiografia ambientale italiana è stata la tradizionale debolezza della sensibilità ambientalista nel paese: mentre le istanze ambientali si affermavano in altri paesi occidentali già dagli anni 1960, esse sono rimaste relativamente marginali ai movimenti sociali italiani della stessa epoca, diffondendosi maggiormente a partire dagli anni 1980.

#### Storia del paesaggio agrario
Nel 1961 Emilio Sereni pubblicò un lavoro di storia del paesaggio agrario, che divenne molto influente: in esso osservò i cambiamenti del paesaggio fino alla fine degli anni 1950, con una interpretazione economica e sociale, centrata sulle trasformazioni interne al settore agricolo. Altri ricercatori influenti furono Giovanni Cherubini e Vito Fumagalli, entrambi storici specialisti del medioevo: essi hanno documentato come i paesaggi agrari dell'Italia centro-settentrionale siano stati influenzati dal particolare assetto politico-economico delle autonomie comunali, e da altri fattori quali i sistemi di proprietà e conduzione dei terreni, le tecniche colturali e zootecniche, e le relazioni economiche, commerciali e politiche tra campagna e città. Altri contributi precoci di storia del contesto ambientale sono venuti da studiosi di geografia, come Lucio Gambi.

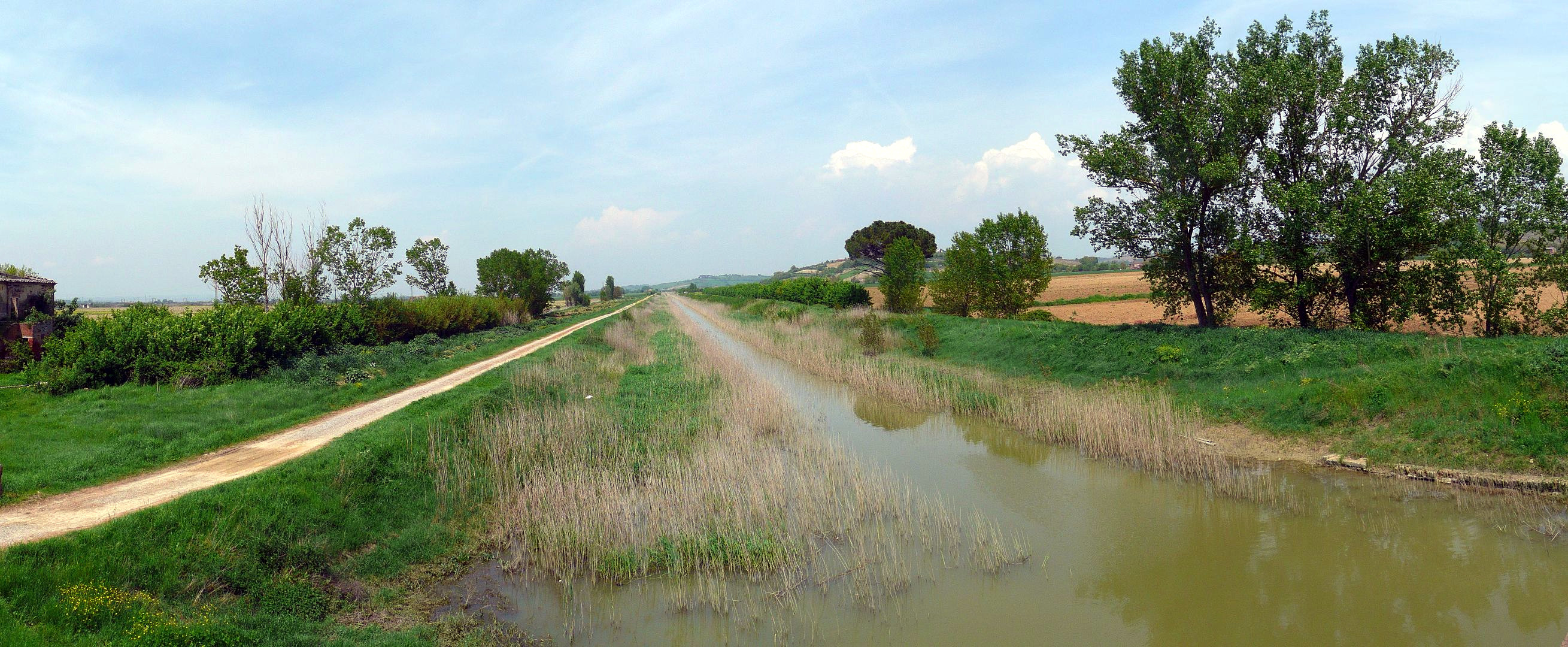
Canale Maestro della Chiana, parte di opere di bonifica iniziate nel XIV secolo.

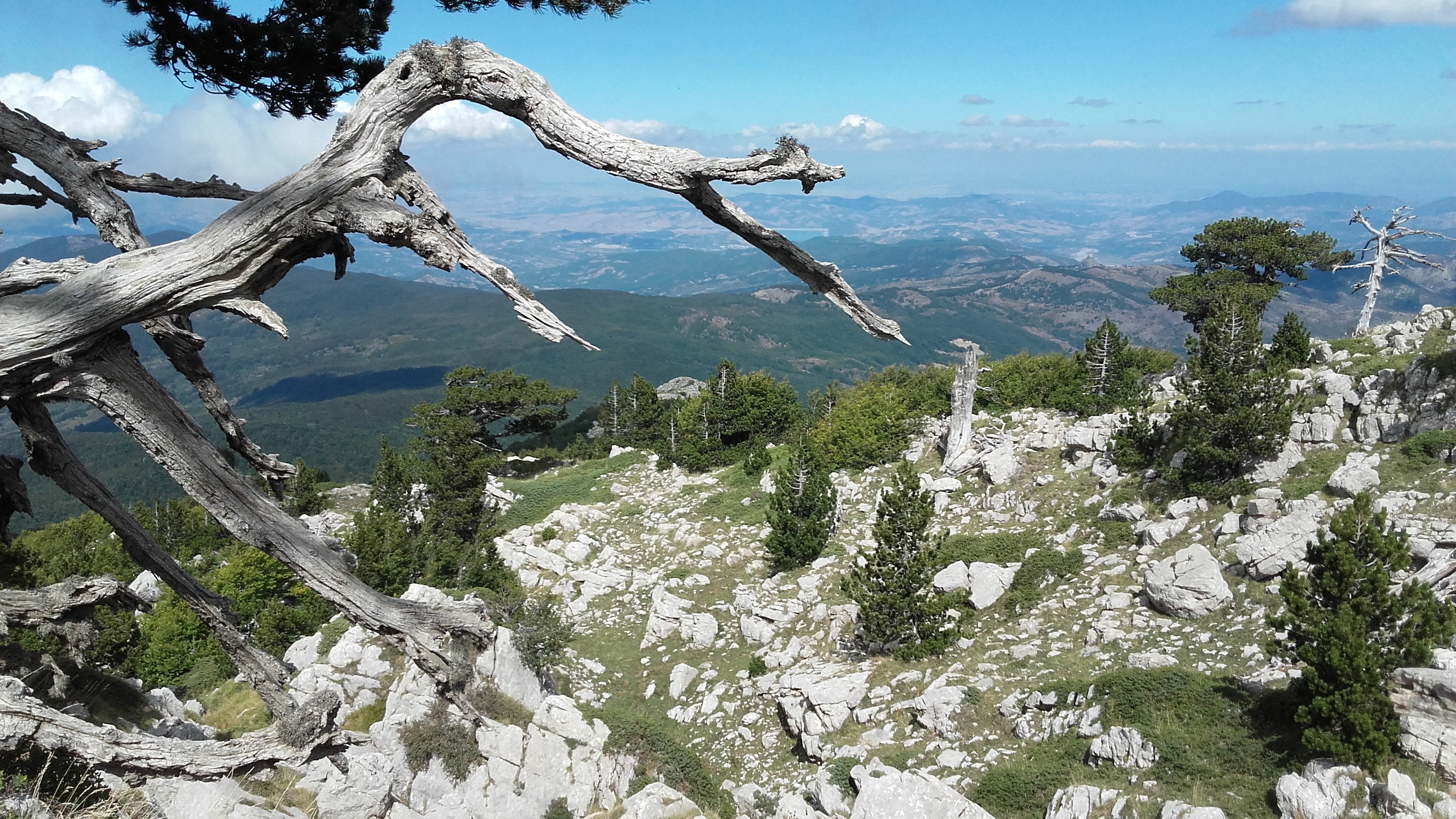
Il Parco nazionale del Pollino in Calabria protegge gruppi di Pino loricato pluricentenari, costituenti i resti della foresta primordiale d'alta quota dell'Appennino meridionale.

#### Sviluppo della storia ambientale
Mentre il paesaggio rurale è stato al centro della ricerca per molto tempo, lavori più recenti hanno spostato l'attenzione verso lo sviluppo urbano e la maniera in cui esso determina la trasformazione delle risorse e del territorio. L'intensificazione dell'urbanizzazione e dell'industrializzazione dal XIX secolo è stata vista come causa di discontinuità nel rapporto tra ambiente e società rispetto alla storia precedente: dove c'era un equilibrio ambientale delle società ed economie, questo è stato infranto dalla mercificazione delle risorse e dal crescente uso di risorse non rinnovabili. A partire dagli anni 1990 la ricerca italiana di storia ambientale ha cominciato a porre l'ambiente più centralmente come oggetto di studio a sé stante e non in quanto substrato dei sistemi produttivi.
A partire dagli anni 1980, tra gli oggetti di studio di storia ambientale, si collocano:
- le risorse idriche, incluso la storia delle terre umide, gli interventi di gestione e le bonifiche;[36][37][38][39][40][41][42]
- il paesaggio agrario;[43][44][45][46][47]
- il paesaggio forestale;[48][49][50][51]
- i dissesti geomorfologici;[52]
- gli interventi sulle fonti energetiche;[53][54][55][56]
- il mare e la pesca;[57][58]
- la conservazione della biodiversità e le aree protette;[59]
- i rifiuti e l'ecologia urbana;[60]
- le aree urbane;[28][61][62][63][64]
- l'inquinamento e le recenti crisi ambientali locali associate alle produzioni industriali;[65][66][67][68][69][70] e le problematiche di salute pubblica ad esso legate;[71]
- i sistemi tradizionali di gestione collettiva delle risorse del territorio;[72][73][74]
- le migrazioni e la loro relazione con l'ambiente;[75]
- le politiche ambientali, il movimento ambientalista, e le questioni ambientali che più hanno toccato l'opinione pubblica;[76][77][78][79][80][81][82]
- il clima e la sua relazione con l'agricoltura.[83][84]

Alcune opere hanno prodotto un'analisi storica più complessiva dei cambiamenti ambientali in Italia. Fulco Pratesi ha pubblicato nel 2001 una storia dei cambiamenti dei principali ecosistemi nel territorio nazionale a partire dalla storia antica.Piero Bevilacqua ha pubblicato nel 2008 una sintesi della storia ambientale globale che include un breve sommario della storia italiana recente. Gabriella Corona ha pubblicato nel 2015 una storia dell'ambiente italiano dal 1800 al presente.
La maggior parte della ricerca italiana è ispirata da una interpretazione materialistica della storia, cioè centrata sulle trasformazioni dell'economia e in particolare dei settori produttivi, come cause dei cambiamenti del territorio. Al di là della tradizione storiografica italiana, questa è anche una conseguenza del fatto che l'ambiente italiano è stato profondamente modificato dall'uomo per migliaia di anni. Il paesaggio italiano è infatti il risultato di un intreccio antico di azioni umane e natura: separare le une dall'altra, cioè i fattori culturali da quelli naturali, è un approccio particolarmente inadeguato al contesto italiano.
La riflessione storiografica italiana specifica al settore ambientale include: un libro di Caracciolo del 1988 che intese promuovere lo studio della storia ambientale come disciplina e non come semplice corollario alla storia sociale ed economica; un'opera di Neri Serneri che pone lo sviluppo urbano ed industriale come lente di interpretazione della storia ambientale italiana; la riflessione storiografica di Giorgio Nebbia, che propose una classificazione di temi di ricerca; l'introduzione alla storia ambientale di Armiero e Barca, i quali non considerano la storia ambientale come una nuova disciplina, quanto un allargamento dei temi tradizionali di ricerca storica, orientata all'integrazione e con una forte carica etico-politica. Queste riflessioni storiografiche non hanno cambiato radicalmente l'approccio materialistico prevalente. La disciplina rimane relativamente marginale nel mondo accademico italiano, sostenuta da un numero limitato di ricercatori e poco capace di allargare gli ambiti prevalenti della ricerca storica.
Nel 2021 è stata costituita la Società Italiana di Storia Ambientale, che intende promuovere in Italia lo sviluppo di questa disciplina di ricerca e di istruzione.

## Approcci e interpretazioni
Non esiste una classificazione degli studi di storia ambientale universalmente accettata. L'oggetto della ricerca è molto diversificato e spazia dall'uso che gli uomini hanno fatto di diversi ambienti e risorse, alle mutevoli idee di natura, all'evoluzione delle politiche ambientali. A questa diversità di oggetti si affianca una forte interdisciplinarità: la storia ambientale ha tendenza ad integrare metodi e approcci di differenti discipline. Dall'altro lato, gli studi di storia ambientale tendono ad usare le chiavi interpretative tradizionali della ricerca storica.

### Oggetti di studio
McNeill propone di classificare gli studi in tre approcci generali sulla base dell'oggetto di studio principale: storia materiale, politica o culturale.

#### Storia ambientale materiale

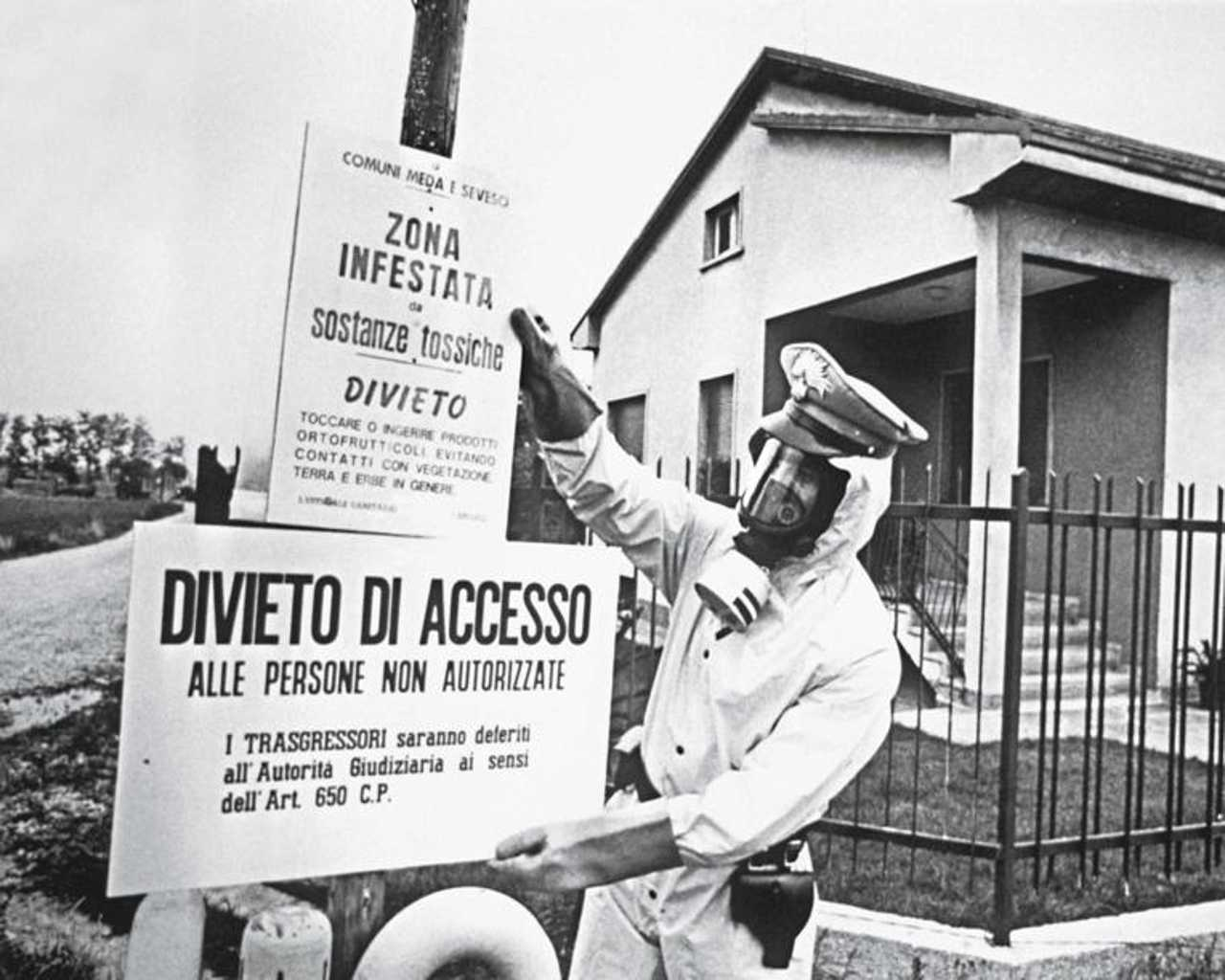
Il disastro ambientale di Seveso del 1976 mise in discussione la relazione tra l'industria e l'ambiente e la popolazione locali. Esso ebbe un impatto profondo sul movimento ambientalista e sulla legislazione ambientale in Italia e in Europa.

Questo filone inquadra le vicende umane nell'evoluzione più generale della natura, mostrando come l’umanità abbia influenzato l’ambiente, con quali conseguenze e influenze reciproche. Si occupa prevalentemente della storia degli ultimi 200 anni, ovvero sin dall'avvento dell’industrializzazione.

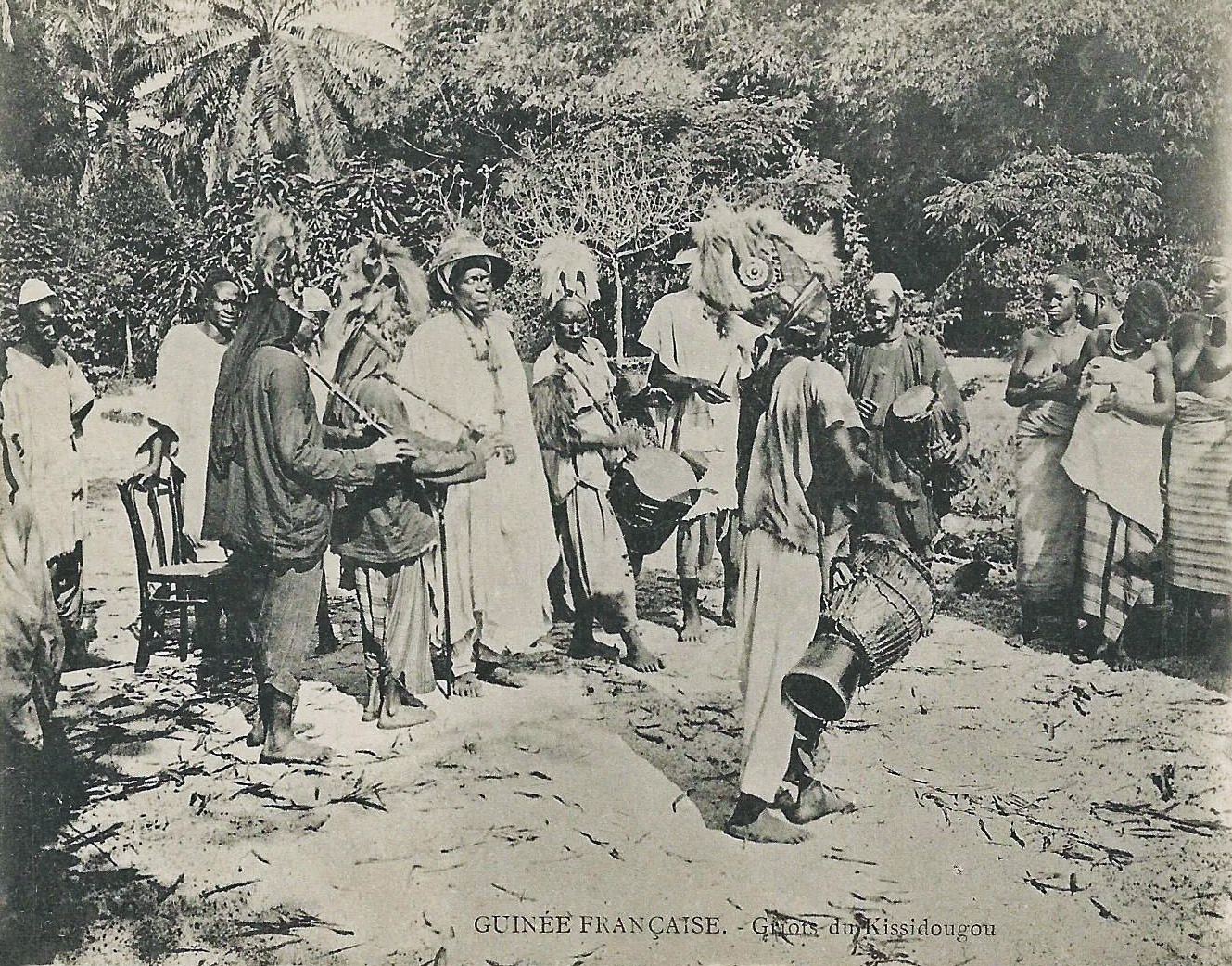
Griots (cantastorie) della regione di Kissidougou in Guinea, circa 1900-1910. Ricerca di storia ambientale ha dimostrato che in questa regione da lungo tempo la popolazione ha tradizionalmente modificato il paesaggio dominato da savana, creando isole di foresta attorno ai villaggi.

Un particolare filone di storia ambientale materiale è quella ispirata al metodo del “metabolismo sociale”. Tale approccio si è affermato in particolare in Europa, dove si è avvalso della disponibilità di dati economici che vanno molto addietro nel tempo. Gli storici che lavorano con questo approccio guardano alla società come se fosse un organismo vivente: calcolano l’uso di materie prime e di energia impiegata nell'economia per trasformarle. Valutano dunque come l’uso di materie prime e di energia e i prodotti con esse generate siano cambiati quantitativamente nel tempo.

#### Storia ambientale politica
Essa studia le politiche attraverso le quali l'umanità ha cercato di gestire la propria relazione con le risorse naturali; studia anche come gruppi sociali hanno gestito conflitti di accesso a risorse come terra, acqua, foreste, ecc. Il ruolo dello Stato nella gestione dei conflitti e dei cambiamenti ambientali, che è cresciuto a partire dal secolo XIX, rappresenta un tema centrale di questa ricerca.

#### Storia ambientale culturale
Essa studia come le idee dell'uomo a proposito della natura si sono evolute nel tempo. Questo filone di ricerca è una branca della storia intellettuale o culturale: studia come le idee, credenze, valori ambientali si sono manifestati nel pensiero e opere di individui, o in fenomeni sociali come religioni e organizzazioni politiche. Un tema prominente è l'evoluzione dei movimenti ambientalisti e delle idee che li ispirano.

### Interpretazioni
Non c'è una chiave interpretativa della storia ambientale e delle cause delle vicende storiche che sia universalmente accettata tra gli studiosi. Gli ambiti di ricerca sopramenzionati riflettono in parte le due tendenze interpretative di fondo usate dagli storici ambientali: da un lato una visione economica e materialistica, dall'altro una visione culturale.

#### Interpretazioni materialistiche
Alcuni ricercatori propendono per una interpretazione economica e materialistica (ovvero usano una chiave di economia della politica): studiano il cambiamento dei sistemi produttivi e di come questi hanno determinato chi controlla le risorse naturali e come queste vengano trasformate. L'analisi si concentra sull'impatto delle attività economiche e dei differenti attori sociali sull'ambiente, e in particolare l'influenza del sistema capitalistico sulle trasformazioni ecologiche e sui gruppi sociali. Spesso lo sfruttamento ambientale viene visto in collegamento con l’oppressione di gruppi sociali. Un tema fondamentale è la considerazione dei limiti naturali allo sviluppo economico. Il sistema economico e istituzionale capitalistico considera le risorse e i processi ambientali come mezzi per raggiungere fini economici: altri fini della natura passano in secondo piano.
Questa interpretazione è stata spesso associata ad un approccio etico alla storia ambientale, laddove gli studiosi nel loro lavoro si sono fatti portatori di istanze ambientaliste e hanno preso posizioni politiche sui problemi ambientali e sociali che studiano.

#### Interpretazioni culturali

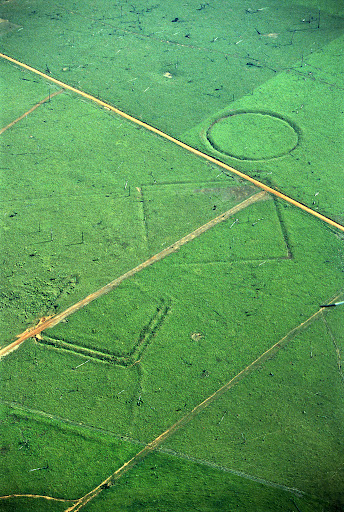
Geoglifi in un'area disboscata, in passato ricoperta dalla foresta amazzonica, nello stato di Acre, in Brasile. Ricerca scientifica recente ha dimostrato che l'Amazzonia, precedentemente ritenuta una regione naturale per antonomasia, ha una storia antica di intensa antropizzazione.

Altri storici ambientali considerano questo approccio riduttivo: pensano che la relazione tra uomo e ambiente non è influenzata solo da fattori materiali, ma anche dalle idee e dai valori rispetto alla natura che prevalgono in una determinata società. Essi favoriscono perciò una interpretazione culturale e relativistica della storia. Vedono l’ambiente come un prodotto di fattori sia naturali, sia culturali. Il loro lavoro ha permesso di superare spiegazioni lineari e acritiche della relazione fra società e natura, analizzando come le idee prevalenti in una data epoca e contesto abbiano determinato le azioni di gruppi sociali rispetto all'uso delle risorse naturali. Questa prospettiva è ispirata dalla teoria post-strutturalistica.

#### Diffusione delle interpretazioni e dibattiti
C'è una forte tensione tra gli approcci culturali ed economici alla storia ambientale. Questa tensione non interessa solo la disciplina accademica e le sue interpretazioni delle vicende storiche, ma ha anche ramificazioni politiche, perché le interpretazioni storiche influenzano le motivazioni e gli obiettivi delle politiche ambientali ed economiche.
L'interpretazione culturale si è molto diffusa nella ricerca accademica internazionale. Rimane tuttavia criticata dagli storici di ispirazione materialistica, secondo i quali essa col tempo ha fatto perdere alla storia ambientale una prospettiva sulla realtà naturale come fattore indipendente delle idee umane, e ha messo in secondo piano i risultati della ricerca di scienze ambientali e l'impatto di fattori naturali sulla storia umana. Si studia cioè più l'influenza umana sulla natura che il nesso causale contrario.
Altri sottolineano piuttosto che l'interpretazione materialistica e politica riflette talora concetti superati di ecologia, ovvero quelli che consideravano gli stati di equilibrio ecologico come fondamentali. Conseguentemente, quegli storici si sono concentrati sulle cause economiche e sociali che hanno mutato una presunta condizione naturale pre-esistente le azioni umane. La successiva ricerca ecologica ha invece mostrato come l’ambiente sia in un continuo stato di cambiamento. La ricerca di lungo periodo ha anche mostrato come l'uomo ha modificato l'ambiente sin da tempi antichissimi.
Altri rigettano il relativismo morale alimentato dalla storia culturale: se la natura è sempre stata in cambiamento e se le idee sulla natura possono cambiare, si perde la motivazione a conservare le risorse e a limitare gli impatti umani. La ricerca scientifica alla base dell’ecologia degli equilibri instabili ha anch'essa ramificazioni culturali: può rinforzare le tendenze della società capitalistica a considerare la natura come un mero mezzo, senza fini prestabiliti al di fuori della crescita economica.
Le due scuole di pensiero rimangono influenti. Tuttavia, una parte degli storici contemporanei tende a integrare le due interpretazioni, mentre si allarga molto il ventaglio d temi su cui lavorano: la storia ambientale fornisce il contesto dentro il quale la ricerca spazia da questioni economiche, a quelle culturali, di genere, del lavoro, tecnologia, e così via, rendendo il settore molto eterogeneo e difficilmente classificabile.

## Critica
L'analisi critica della storia ambientale ha sottolineato che il campo di studio mal si accorda con l'ottica nazionale che prevale nella storiografia classica. Alcuni studi di storia ambientale sono stati criticati perché tendono a dipingere in maniera eccessivamente negativa la storia contemporanea; più recentemente, la prospettiva politica della storia ambientale è divenuta meno netta. Alcuni studi importanti hanno introdotto interpretazioni scientifiche che si sono scontrate con le interpretazioni sociali più tradizionali.

### Ottica nazionale
Esiste una tensione fra la formazione tradizionale degli storici e quella degli storici ambientali. Tradizionalmente, gli storici si specializzano spesso in un’ottica nazionale, perché devono saper leggere le fonti scritte locali e perché si concentrano su vicende politiche o sociali che spesso hanno una chiara dimensione nazionale. Questi fattori tendono ad orientare la formazione e tutto il settore accademico verso un’ottica nazionale, la quale non favorisce la diffusione della storia ambientale: i cambiamenti ambientali (naturali o indotti dall'uomo) spesso travalicano i confini politici e richiedono perciò una formazione e dei metodi di ricerca che guardino oltre i confini nazionali.

### Declinismo e relazione con l'ambientalismo
La ricerca storica ambientale, specie durante gli anni 1960-1970, si è concentrata su narrative di degrado e declino ambientali causate dalla società umana. La condizioni sociali ed ambientali contemporanee erano talora paragonate a migliori condizioni ambientali passate, o a comportamenti sociali del passato più rispettosi dell’ambiente. Questa narrazione negativa può essere percepita come un recentismo da parte di altri storici, e può risultare deprimente specie per i giovani.
Nelle ultime decadi, queste narrazioni di degrado sono state parzialmente bilanciate. Una migliore comprensione dei cambiamenti ambientali mostra che essi possono provocare perdite per alcuni e vantaggi per altri, piuttosto che un declino generalizzato. La ricerca ha anche mostrato che l’uomo ha cominciato a modificare l’ambiente ben prima della storia recente e che società e natura hanno avuto un lunghissimo percorso di adattamento reciproco.
Per questo motivo, lo stesso concetto di wilderness, che ha ispirato in passato buona parte della storia ambientale americana, è prevalentemente visto oggi dagli storici contemporanei come un costrutto sociale e politico, piuttosto che come una realtà precedente le recenti trasformazioni indotte dall'uomo. Questa determinazione raggiunta più recentemente va a contrapporsi ad una delle motivazioni politiche dell’ambientalismo: quello ispirato ad un concetto di natura incontaminata. Così la storia ambientale, dopo essersi sviluppata insieme all'ambientalismo e averne spesso tratto ispirazione, ha generato una tensione con una delle sue motivazioni politiche più tradizionali: con la maturazione scientifica della disciplina accademica, la motivazione politica di parte degli storici è diminuita.

### Determinismo

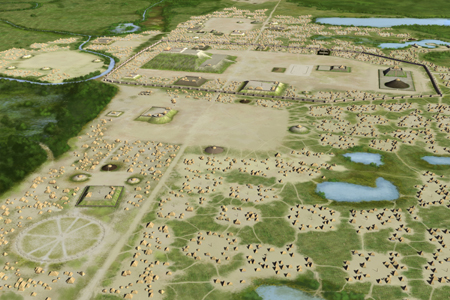
Ricostruzione artistica del sito di Cahokia, il più grande centro della cultura pre-colombiana del Mississippi, fiorito tra il XI e il XIV secolo. La ricerca di archeologia e storia ambientale ha dimostrato l'infondatezza dell'idea che il nord America fosse scarsamente popolato e senza civiltà complesse. La popolazione nativa venne decimata dalla diffusione accidentale di malattie infettive come il vaiolo, portato dai coloni europei.

La crescente sensibilità per le crisi ambientali prodotte dall'uomo ha nutrito un sempre maggior interesse per lo studio del collasso di sistemi politici e civilizzazioni passate. Alcune analisi ne hanno identificato le cause in fattori geografici, ambientali, climatici o biologici. Studi molto noti in questo tema sono il lavoro di Crosby che ha spiegato il successo dell’imperialismo coloniale europeo in America sull'onda dei germi e piante infestanti che gli europei portarono accidentalmente nelle colonie; e il lavoro di Jared Diamond, secondo il quale fattori geografici hanno avvantaggiato la civiltà europea, facilitando l’emergenza precoce dell’agricoltura e dell’allevamento. Simili studi sono stati criticati per essere deterministici, ovvero per aver trascurato, secondo queste critiche, la complessità delle scelte e dei processi sociali alla base della storia.
La critica di determinismo è talora ispirata da considerazioni morali: se un’analisi storica toglie importanza alle scelte umane (rispetto alla prevalenza di cause ambientali), essa sottrae peso alla dimensione politica, sociale o economica e alle responsabilità attribuite solitamente agli attori sociali dall'analisi storica tradizionale. Alcuni storici pensano che la crescente influenza nella disciplina di un approccio scientifico e tecnico marginalizzi la storiografia umanistica.

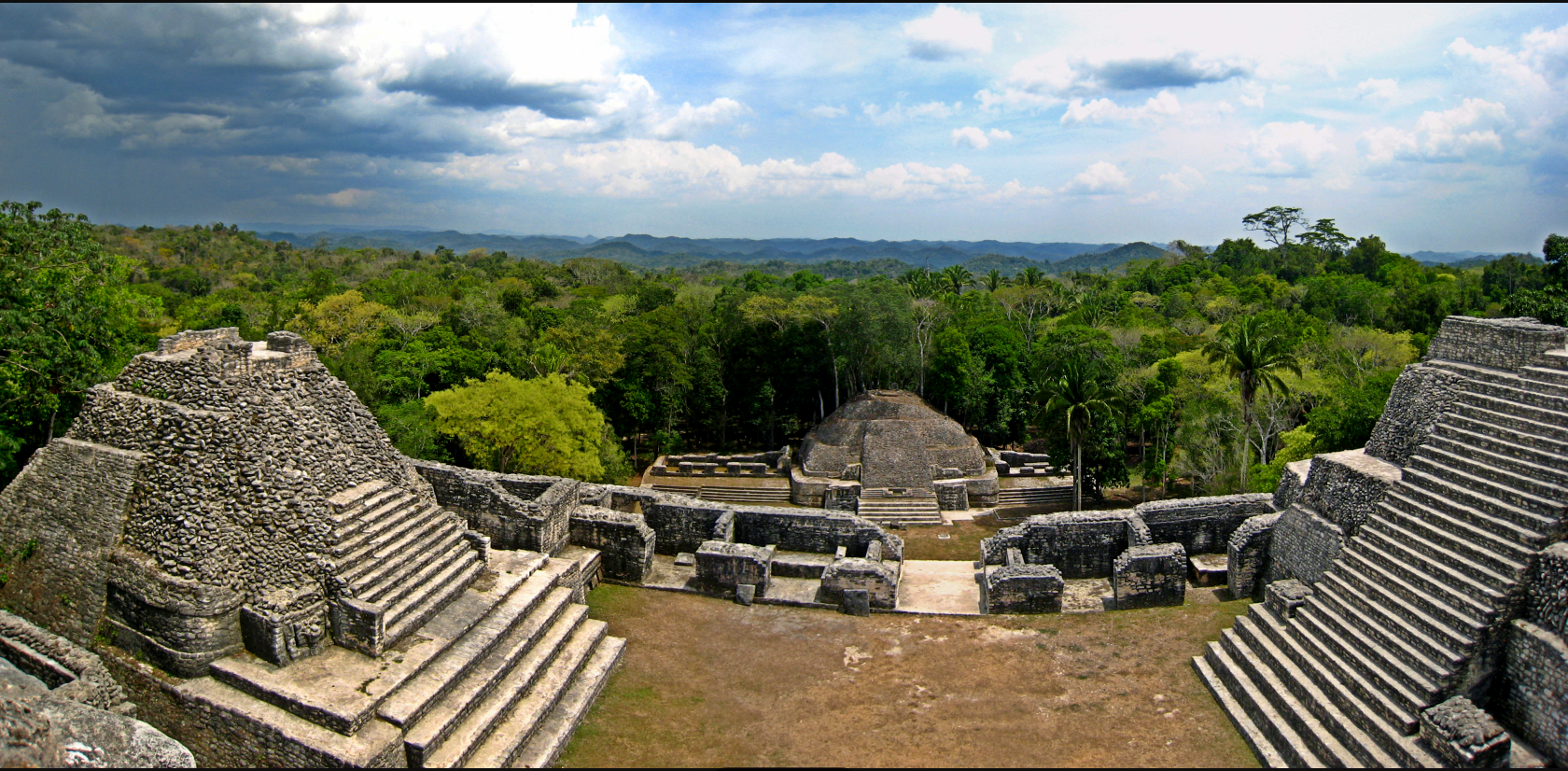
Sito Maya di Caracol in Belize. Una ipotesi molto diffusa attribuisce il collasso della civiltà Maya attorno all'anno 900 ad un periodo di forte siccità. Ricerca archeologica e paleo-ambientale suggerisce piuttosto che la società aveva sviluppato adattamenti alla variabilità ambientale. Questa da sola non fu probabilmente causa del collasso, ma indusse una fragilità sociale di fondo che rese eventi politici e sociali contingenti determinanti per causarne il collasso.

Autori di studi di storia ambientale tacciati di determinismo hanno ribattuto che tali critiche sono dovute al fatto che gli storici hanno una tradizionale avversione per spiegazioni della storia sulla base di fattori geografici (perché in passato certe spiegazioni geografiche erano in realtà razziste); conferiscono un'eccessiva importanza alla casualità e alle decisioni individuali; e hanno limitate conoscenze di scienze naturali.
D'altro canto, se si osserva nel passato una crisi ambientale (identificata da paleo-dati ambientali) seguita da una crisi economica o politica (testimoniata da dati archeologici o storiografici), questa correlazione non dimostra da sola un fenomeno di causa ed effetto. Per dimostrare che si tratti realmente di una crisi politica causata da un cambiamento ambientale, e non di una semplice correlazione, occorre analizzare come la società in questione abbia reagito al cambiamento ambientale, in che misura l'abbia mitigato e vi si sia adattata, e quali siano stati gli effetti dei cambiamenti ambientali sulle istituzioni, sulle strutture sociali e sulle idee della società stessa (perché le idee influiscono sulle azioni e sugli adattamenti delle società ai cambiamenti ambientali). Se non si determina in dettaglio il meccanismo causale della crisi di una civilizzazione, esiste il rischio di incorrere, sulla base di una correlazione, in eccessive semplificazioni e generalizzazioni, non adeguatamente sostenute dall'evidenza dei fatti.
Esiste anche il rischio che storici sociali non interpretino correttamente dati scientifici ambientali, per esempio generalizzando risultati senza tenere adeguato conto dei limiti dei dati stessi. Tutti questi limiti e rischi richiedono un reale lavoro interdisciplinare tra storici e scienziati ambientali.

## Evoluzione corrente
La storia ambientale è in forte evoluzione a livello internazionale. La ricerca paleo-scientifica è in rapida espansione e sta arricchendo la conoscenza del passato con una crescente mole di dati ed analisi. La storia ambientale è stimolata a integrare narrazioni multi-disciplinari che abbraccino lunghi periodi e scale diverse, dal locale al globale. Il cambiamento climatico ha anch'esso alimentato l'interesse a comprendere la relazione tra storia naturale e storia umana: secondo alcuni storici, è venuto il momento di mettere in discussione l'adeguatezza di questa distinzione tradizionale.

### Integrazione con le scienze ambientali

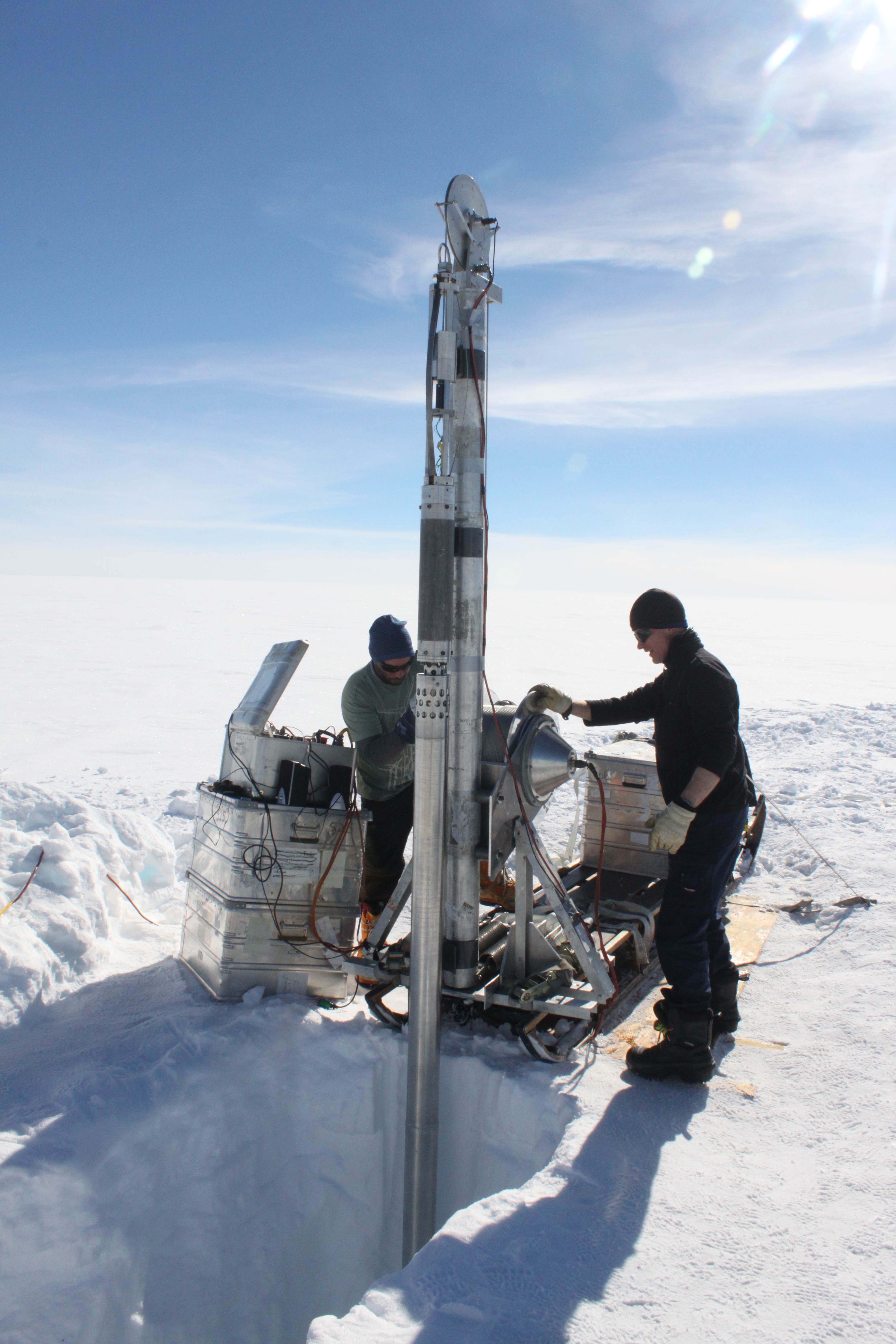
Il carotaggio del ghiaccio è una delle tecniche usate nella ricerca paleo-ambientale per studiare i cambiamenti ambientali del passato. L'analisi chimica di carote di ghiacciai alpini ha evidenziato lo sviluppo delle miniere e della lavorazione del piombo in epoca Romana: queste attività hanno provocato un vasto inquinamento atmosferico durato diversi secoli.

La storia ambientale ambisce ad integrare risultati prodotti da differenti discipline (scienze ambientali, studi economici, sociali, dello sviluppo tecnologico, della medicina, dell'agronomia, ecc.) in una interpretazione olistica. Complessivamente, la storia ambientale non ha prodotto grosse innovazioni di metodologia e approcci rispetto a quelli della storiografia classica. Il lavoro sui testi è ancora la base della ricerca accademica. Essa usa i risultati della ricerca scientifica ambientale, ma non ne ha integrato i metodi e la prospettiva producendo una interpretazione storiografica nuova. La causa è attribuita alla formazione tradizionale (umanistica) degli storici ambientali; al fatto che gli storici lavorano prevalentemente da soli e non in gruppi multidisciplinari; e al limitato interesse storico degli accademici ambientali: le due discipline accademiche hanno sviluppato le proprie metodologie ed interpretazioni in buona parte in maniera parallela.
La relazione tra storia e scienza ambientali è tuttavia in evoluzione. La ricerca scientifica paleo-ambientale (cioè dei cambiamenti passati dei sistemi ambientali e delle loro interazioni) è in forte sviluppo. C'è anche un interesse crescente a capire la relazione tra cambiamenti climatici e storia umana nel passato, per prevedere le implicazioni della crisi climatica attuale. E c'è anche un marcato progresso di teorie che vogliono meglio integrare la comprensione della relazione tra ambiente e società umana, basate principalmente sulla teoria dei sistemi complessi.
La ricostruzione di cambiamenti paleo-ambientali si avvale di molte discipline: tecniche di datazione come la dendrocronologia, tecniche radiometriche e lo studio di depositi di neve e sedimenti lacustri e marini; studi ecologici basati sui pollini, residui vegetali e organismi animali; tecniche geologiche e geomorfologiche; analisi genetica; analisi di isotopi. Dati paleo-scientifici permettono di datare cambiamenti ambientali passati con sempre maggiore precisione. Dati di siti diversi possono essere comparati e i cambiamenti possono essere analizzati su scala regionale e globale. Cambiamenti di paesaggio e climatici possono essere ricostruiti e simulati in modelli. Eventi storici puntiformi (ad esempio, un riferimento documentale a un evento ambientale come una siccità) possono essere così collocati in una traiettoria di cambiamenti ambientali di più lungo periodo. Combinata con l'archeologia, questa prospettiva consente di analizzare come l'ambiente abbia influenzato la cultura e viceversa, attraverso una ricostruzione sempre più precisa e corroborata da più fonti di dati.
L'integrazione tra ricerca archeologica e paleo-scienze è già molto diffusa: archeologi, antropologi, ecologi e geografi spesso lavorano assieme. Questo non è ancora comune nel caso degli storici e in particolare di quelli di formazione umanistica. Oltre alle differenze di metodi di ricerca e di propensione al lavoro interdisciplinare, una difficoltà di fondo è la mancanza di un approccio teorico alle complesse interazioni tra società e ambiente che sia generalmente condiviso.
Il cammino volto ad integrare scienza paleo-ambientale e storia culturale è appena cominciato. Esso cerca la sua strada tra estremi contrapposti: positivismo e riduzionismo da un lato (cioè, il ritenere che solo fattori fisici, materiali determinino il corso della storia) e relativismo culturale dall'altro (cioè, il ritenere che non si possa arrivare ad una storia oggettiva, ma solo ad interpretazioni). Per ovviare a questi estremi, l'integrazione multidisciplinare (talora chiamata consilienza) può avvalersi da un lato delle evidenze scientifiche di cambiamenti ambientali passati; dall'altro di un loro riscontro nelle fonti storiche sostenuto da una adeguata comprensione dei testi. Le fonti scritte non possono infatti essere semplicemente interpretate letteralmente: ad esempio, cercare in testi antichi riscontri a eventi climatici passati evidenziati dalla ricerca scientifica, senza avere un'adeguata comprensione dei testi, può portare a generalizzazioni e semplificazioni. I testi riflettono sempre non solo fatti, ma anche sistemi di credenze e relazioni e strutture sociali dell'epoca. Il contributo della storia culturale è proprio quello di metodi di ricerca sui testi per identificare le influenze culturali e sociali alla loro radice.

### Storia globale e storia profonda
Storici ambientali di formazione umanistica hanno prodotto sintesi di storia globale che integrano storia umana e storia naturale. Non presentano interpretazioni nuove, ma vaste narrazioni che mettono in luce la stretta interdipendenza tra cambiamenti sociali e fattori ambientali. Esse permettono di capire e contestualizzare i cambiamenti ambientali, e sintetizzano il crescente patrimonio di studi globali tematici, regionali e locali. Ian Simmons combina le prospettive materialistica e culturale e periodizza la storia in base alle fonti energetiche che si sono succedute. Donald J. Hughes mette al centro della storia globale i processi ecologici e la maniera in cui essi hanno influenzato la storia umana. Stephen Mosley si concentra sugli ultimi 500 anni, sugli effetti combinati di crescita demografica, sviluppo tecnologico, crescita economica e mutamenti di attitudini verso la natura che si sono accompagnati ad una crescente interdipendenza globale. J.R. McNeill ha pubblicato nel 2001 una storia ambientale del XX secolo che ha presentato tutta l'ampiezza e profondità dei cambiamenti ambientali indotti dalla storia umana recente.
Altre sintesi globali sono prodotte da storici di formazione scientifica. Neil Roberts ha prodotto un panorama della storia dell'Olocene basata sui risultati di ricerca paleo-ambientale multidisciplinare (biologia, geologia, geomorfologia, archeologia, e climatologia): la sintesi percorre i processi di co-evoluzione di clima, società umana, paesaggio, flora e fauna. Prospettive basate su ricerca paleo-scientifica tendono a mettere in rilievo cambiamenti ambientali di lungo periodo e permettono il confronto fra diverse regioni e paesaggi. Le fonti scritte più antiche risalgono a 5000 anni fa in Mesopotamia e a meno di cento anni in altre regioni. Le ricostruzioni paleo-ambientali possono risalire a migliaia di anni fa. In particolare la ricerca di paleo-climatologia sta producendo una ricostruzione sempre più articolata dell'evoluzione del clima su scala globale e regionale. Le ricostruzioni paleo-climatiche permettono di contestualizzare evidenze storiche ed archeologiche di cambiamenti sociali ed economici e di ipotizzare una catena di cause storiche che diviene sempre più complessa.
Il progresso della ricerca paleo-scientifica sospinge dunque indietro nel tempo l'orizzonte della storia ambientale. La stessa spinta arriva anche da altri settori di ricerca, come la paleo-antropologia: il progresso della ricerca archeologia combinata con genetica, linguistica, e neurofisiologia tende a diluire quel confine tra preistoria e storia tradizionalmente visto nella scoperta della scrittura. Lo sviluppo della ricerca permette di intravedere in sempre maggiore profondità nel passato le radici dei processi storici e la co-evoluzione di società umane e ambiente. Questo rapido progresso sfida la storiografia tradizionale verso una crescente interdisciplinarità.

### Antropocene e la grande accelerazione
(McNeill, J. R., Engelke, P., 2014, pag.6,)
Da circa l'anno 2000 si è diffusa tra storici e scienziati la percezione che la storia recente abbia una profonda discontinuità con le ere precedenti. La scienza ambientale ha dimostrato che l'umanità ha acquisito un ruolo diretto nell'influenzare sistemi ambientali globali, in particolare agendo sui cicli biochimici del carbonio, azoto e zolfo. La discontinuità storica ha indotto alcuni scienziati a parlare di una nuova era geologica, chiamata Antropocene. Il concetto si à molto diffuso e la comunità scientifica sta valutando la possibilità di accettare ufficialmente questa nuova periodizzazione geologica. La data di inizio dell'Antropocene è tuttora oggetto di opinioni diverse: tra le numerose proposte, alcuni scienziati la individuano nella diffusione dell'uso di combustibili fossili alla fine del secolo XVIII, altri nell'avvento dell'agricoltura.
Secondo alcuni storici, a partire dalla fine della seconda guerra mondiale la storia ha vissuto una "Grande accelerazione", causata dall'esplosione demografica, la crescita di emissioni di carbonio e rapidi ed estesi impatti sulla biosfera. Alcuni di questi cambiamenti stanno dando segno di un rallentamento, altri continuano. La società ha appena iniziato ad adattarsi a questa nuova realtà. Indipendentemente dalle azioni nel breve termine, l'impatto umano sui sistemi ambientali si manifesterà per decine di millenni.
Il riconoscimento che la specie umana ha assunto il ruolo di agente geofisico ha messo in discussione principi che hanno ispirato la storiografia umanistica per secoli. Alcuni storici ritengono la distinzione tradizionale tra storia naturale e storia umana non più attuale. La storia ambientale ha già dimostrato l'importanza dell'impatto biologico della specie umana, che si combina coi fattori culturali, economici e sociali alla base dell'interpretazione storica umanistica. Ora la crisi climatica e la consapevolezza del ruolo di agente geologico della specie umana interrogano l'adeguatezza delle interpretazioni storiche tradizionali: la specie in quanto tale diviene un attore storico, ed entra nella scena precedentemente occupata da individui o gruppi di individui. La storiografia deve fornirsi di nuovi chiavi interpretative per poter costruire narrazioni che possano legare il passato all'esperienza del presente, che sono l'essenza della storia stessa. Il dibattito sulle implicazioni dell'Antropocene per la storiografia non ha ancora trovato un punto di consenso.